# Rolandas Maščinskas
Rolandas Maščinskas (ur. 6 sierpnia 1992 w Prenach) – litewski wioślarz, wicemistrz świata i mistrz Europy.

## Osiągnięcia
| Rok  | Impreza                        | Miejsce            | Konkurencja         | Lokata      |
| ---- | ------------------------------ | ------------------ | ------------------- | ----------- |
| 2009 | Mistrzostwa świata juniorów    | Brive-la-Gaillarde | dwójka bez sternika | 4. miejsce  |
| 2009 | Mistrzostwa Europy             | Brześć             | dwójka bez sternika | 8. miejsce  |
| 2010 | Igrzyska olimpijskie młodzieży | Singapur           | jedynki             | 1. miejsce  |
| 2011 | Mistrzostwa Europy             | Płowdiw            | dwójka podwójna     | 1. miejsce  |
| 2011 | Mistrzostwa świata             | Bled               | dwójka podwójna     | 10. miejsce |
| 2012 | Igrzyska olimpijskie           | Londyn             | dwójka podwójna     | 6. miejsce  |
| 2012 | Mistrzostwa Europy             | Varese             | dwójka podwójna     | 4. miejsce  |
| 2013 | Mistrzostwa Europy             | Sewilla            | dwójka podwójna     | 2. miejsce  |
| 2013 | Mistrzostwa świata             | Chungju            | dwójka podwójna     | 2. miejsce  |